# Oração aos Moços
Oração aos Moços é um discurso escrito por Ruy Barbosa para paraninfar os formandos da turma de 1920 da Faculdade de Direito do Largo de São Francisco, em São Paulo. Impedido de comparecer, por problemas de saúde, o texto foi lido pelo professor Reinaldo Porchat. Uma das mais brilhantes reflexões produzidas pelo jurista sobre o papel do magistrado e a missão do advogado. O autor faz um balanço de sua vida como advogado, jornalista e político, como exemplo para as novas gerações.

## Texto integral
- Barbosa, Ruy. Oração aos moços. Adriano da Gama Kury. 5ª edição. Rio de Janeiro: Casa de Ruy Barbosa, 1999
- Barbosa, Ruy. Oração aos moços. Marcelo Módolo (Org). São Paulo: Hedra, 2009